# مک‌دوئل (کنتاکی)
مک‌دوئل (به انگلیسی: McDowell) یک منطقهٔ مسکونی در ایالات متحده آمریکا است که در شهرستان فلوید، کنتاکی واقع شده‌است. مک‌دوئل ۲۱۶٫۱۱ متر بالاتر از سطح دریا واقع شده‌است.